# Nazlat Sziha
Nazlat Sziha – miejscowość w Egipcie, w muhafazie Al-Minja, w dystrykcie Maghagha. W 2006 roku liczyła 2351 mieszkańców.